# Frances Barkley
Frances Barkley, geborene Frances Hornby Trevor (* 1769 in Bridgwater; † 1845), gilt als erste  Europäerin an der Westküste Kanadas und in Alaska, und sie war eine der ersten Frauen, die die Welt umsegelten. Dabei verbrachte sie insgesamt sechseinhalb Jahre auf See. Ihre Erinnerungen gelten als eine wichtige Quelle für diese frühe Besiedlungsphase der heutigen kanadischen Provinz British Columbia durch Europäer, aber auch für die Geschichte der Seefahrt insgesamt. Dies gilt für den Nordwesten Amerikas und für Hawaii, ebenso wie für Macau und Mauritius.

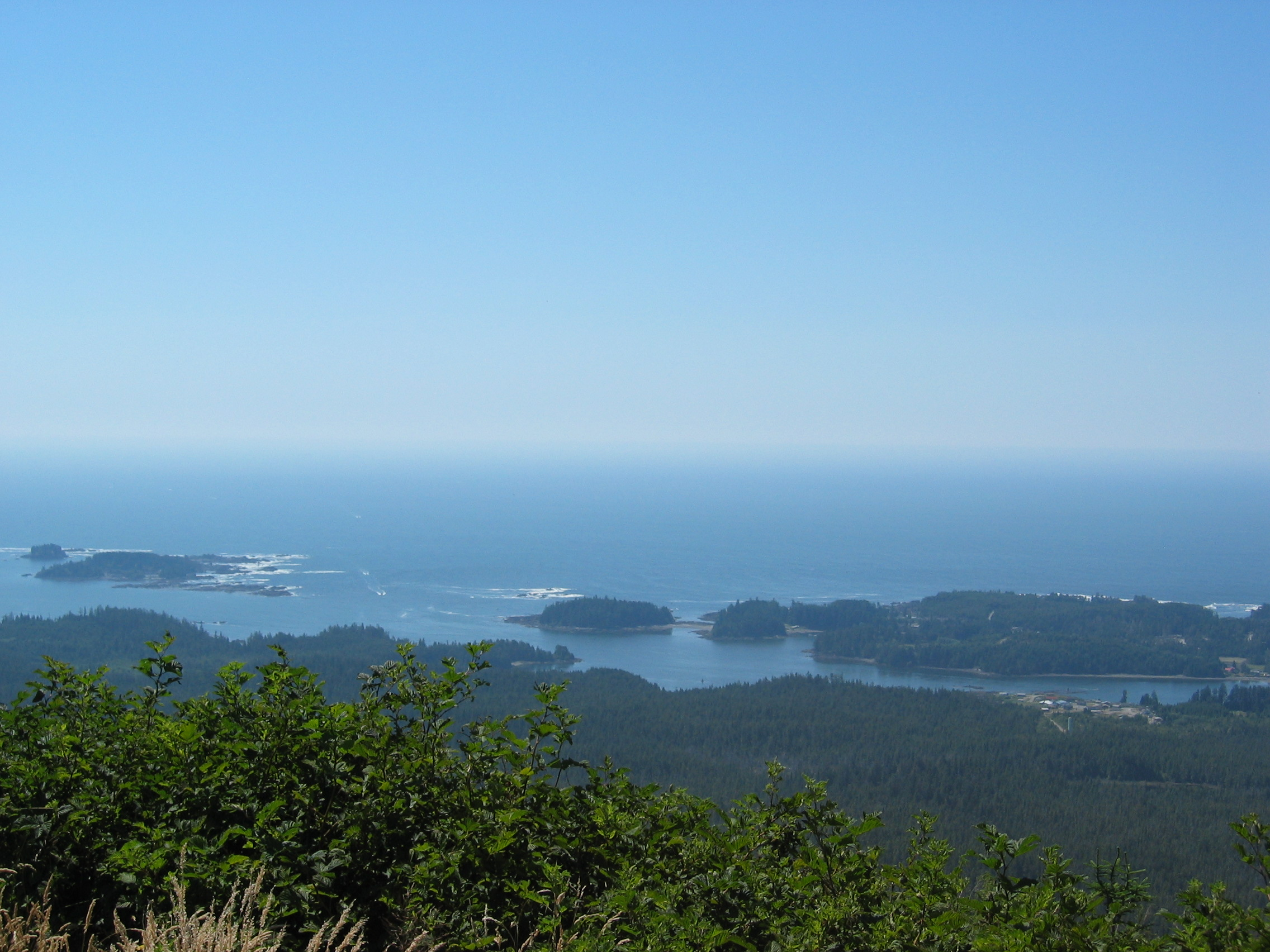
Blick von der Ucluelet-Halbinsel auf Francis Island

## Leben

### Herkunft
Frances Hornby Trevor wurde als Tochter von John Trevor (1740–1794) und seiner ersten Frau Jane Beacher geboren. Ihre Familie zog zunächst 1775 nach Hamburg, dann nach Ostende, wo ihr Vater 1783 Rector an einer protestantischen Kirche wurde – er leitete also die Verwaltung der Gemeinde. Frances lernte in einem katholischen Konvent unter anderem Nähen, Sticken und Kochen.
Ihr Vater heiratete erneut, nämlich Harriot Smith aus Bridgewater. In das Haus zogen auch Frances' drei Schwestern. Diese waren Harriot James, Jane Rebecca sowie ihre Zwillingsschwester Elizabeth. Diese starb allerdings schon mit sieben Jahren in Hamburg (1777). Die zweite Frau ihres Vaters brachte fünf Jungen zur Welt. Diese waren John William (* 1774), Frederic John (1775–1777), Frederic (* 1776), Frederic Charles und Henry (beide in Hamburg geboren). Nun zog die Familie nach London, in die Ormond Street. Von dort ging es nach Rotterdam. Während alle anderen seekrank wurden, schlief Frances tief und fest. Schließlich fuhren sie mit Postkutschen nach Hamburg, wo der Vater bis 1780 als Kaplan für die englische Gemeinde arbeitete. 1783 engagierte ihn die neugeschaffene protestantische Gemeinde von Ostende. Diesen Umzug machte seine Frau allerdings nicht mit, sie zog mit ihren vier Söhnen zurück nach Bridgewater und nahm nie wieder Kontakt zu ihrem Mann auf. Die zwanzigjährige Harriot heiratete James Cook. So löste sich die Familie zunehmend auf, zumal Jane ebenfalls heiratete.

### Heirat (1786) und erste Reise

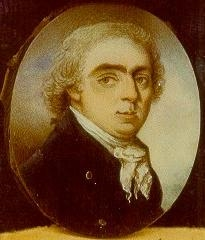
Porträt Charles Barkleys

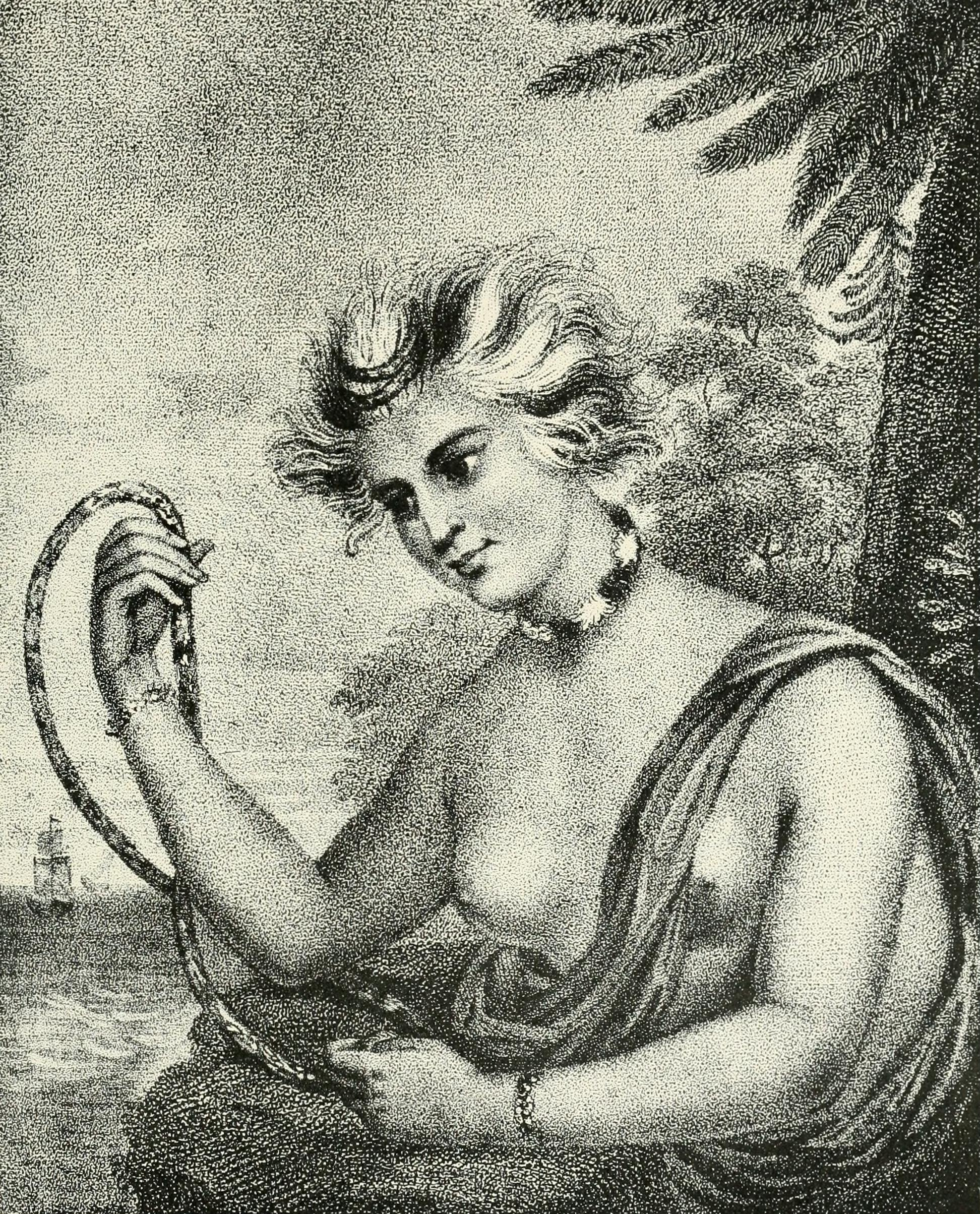
Skizze, angefertigt von einem der Angehörigen der Mannschaft von John Meares, die Winée († 5. Februar 1788) darstellt. Sie war Dienerin von Frances Barkley, wollte aber mit Kaiana, ebenfalls von Hawaii, von Südchina in ihre Heimat zurückkehren.

Frances Hornby Trevor heiratete am 27. Oktober 1786 Kapitän Charles William Barkley (1759–1832), nach dem der Barkley Sound an der Westküste von Vancouver Island benannt wurde. Mit seinem Schiff war er unter österreichischer Flagge auf dem Weg in den Nordwesten Amerikas, wo britische Schiffe aufgrund eines Abkommens mit Spanien nicht erscheinen durften.
In Ostende lernte er die 17-jährige Frances Hornby Trevor kennen. Wenige Wochen nach der Hochzeit, von Frances' Vater ausgerichtet am 24. November, segelte sie gemeinsam mit ihrem Ehemann auf der von diesem befehligten Loudon unter dem neuen Namen Imperial Eagle nach Brasilien. Von dort ging es um Kap Hoorn und Hawaii an die nördliche Pazifikküste Amerikas. Auf Hawaii nahm sie als Dienerin eine Hawaiianerin namens Winée an Bord, die als erste bekannte Angehörige dieser Inselgruppe British Columbia erreichte. Dort erreichte das Schiff im Juni 1787 den Nootka Sound.
Im Nootka-Sund und an den benachbarten großen Buchten handelte er mit den dort ansässigen Nuu-chah-nulth, vor allem mit Otterfellen, die in China überaus begehrt waren. Von Destruction Island im späteren Bundesstaat Washington segelte das Paar nach Macao, das es im Dezember 1787 erreichte. Dort verkaufte ihr Mann seine 800 Felle.
Winée wollte bereits in Macao nicht weiter mitfahren, so dass sie die nächste Möglichkeit nutzte, um in ihre Heimat zurückzukehren. Dies gelang nun im Nootka Sound, wo sie, im Juni 1787 angekommen, auf dem Schiff von John Meares 1788 mitfuhr. Allerdings war Winée zu dieser Zeit wohl schon schwer krank und sie starb unterwegs am 5. Februar 1788. Sie erhielt eine Seebestattung.
Die Barkleys waren derweil von Häuptling Maquinna beeindruckt, der versuchte, den Fellhandel zu monopolisieren. Allerdings kam es am 24. Juli 1787 zu einem Zwischenfall mit den Makah unter Häuptling Tatoosh (Tutusi), bei dem sechs Männer ums Leben kamen. Von dort segelte das Schiff nach Macao, wo es im Dezember 1787 ankam. Mit 10.000 Pfund Gewinn reisten die Barkleys nach Mauritius. Dort brachte Frances ihr erstes Kind zur Welt, einen Sohn. Das Paar blieb ein Jahr in der französischen Kolonie.
Von dort ging es für das Schiff der Barkleys weiter zum indischen Calcutta. Doch nun verkaufte Barkleys Partner das Schiff an John Meares, der später zu Unrecht einige der Entdeckungen der Barkleys beanspruchte und versuchte, Barkley zu diskreditieren, wie dessen Ehefrau notierte. Auch für Maquinna war Meares ein Lügner. Die Imperial Eagle wurde konfisziert, doch immerhin erhielt Barkley 5000 Pfund vor einem Gericht in Calcutta zugesprochen, was jedoch seine Verluste nicht ausgleichen konnte.
Dem Paar blieb nichts anderes übrig, als nach England zu reisen, wo sie zwei Jahre nach Beginn ihrer Reise in Ostende ohne Vermögen, aber mit einem Kind in Portsmouth ankamen.

### Zweite Reise (1791–1794)
Doch sieben Monate später brachen die beiden erneut auf. Diesmal sollte es über Indien nach Alaska gehen. Mit einem neuen Schiff, der Princess Frederica, fuhren die Barkleys nun in den Indischen Ozean. Bei der Umrundung von Kap Hoorn im Jahr 1791 geriet das Schiff in einen Sturm. In dieser äußerst schwierigen Situation brachte Frances Barkley ein Mädchen zur Welt. Calcutta erreichte das Paar am 29. Dezember 1791 auf der Halcyon. Inzwischen hatten sie ein Begleitschiff, die Venus.
Frances Barkley hätte ein angenehmes Leben in Bengalen haben können, doch wollte sie bei ihrem Mann bleiben, ebenso wie er sie an Bord haben wollte. Diese Reise überlebte ihre Tochter allerdings nicht. Ihr Leichnam wurde in einer Bleikiste aufbewahrt, in der Hoffnung, sie in geweihtem Boden in einer holländischen Siedlung beerdigen zu können, wie die Mutter notierte. Die Zustände auf dem Schiff beschreibt Frances Barkley in dramatischen Worten. Nicht nur Krankheiten wie Skorbut und Malaria bedrohten die Mannschaft, Mord war nichts ungewöhnliches, „boatloads of prostitutes were ferried to the ship; the scene below decks can be imagined and it is not surprising that syphilis and gonorrhea were widespread“ – notierte sie später.
Am 16. August 1792 waren sie wieder an der Nordwestküste Nordamerikas, versuchten im Osten des Russischen Reiches zu handeln, nämlich auf Kamtschatka. Die dort tätigen Russen behinderten den Handel, ebenso wie die Tlingit, die ihre Handelswege ebenfalls verteidigten, um ihr Monopol zu sichern. Daher wichen die Barkleys nach Hawaii aus. In der Folgezeit handelte das Paar zwischen dem Sitka Sound in Alaska (auch hier war Frances Barkley die erste europäische Frau, ihr rot-goldenes Haar machte sie zur verehrungswürdigen Göttin), dann den Sandwich-Inseln (Hawaii), wo sie überwinterten. Doch die Reise war ohne jeden Erfolg, die Zustände verschlimmerten sich noch weiter. Im März 1793 waren die Barkleys mit weniger Pelzen als erhofft wieder in Macau und fuhren weiter nach Mauritius. Ohne davon Kenntnis zu haben, gerieten sie in den Krieg zwischen Großbritannien und Frankreich. Das Paar wurde gefangengesetzt, das Schiff konfisziert. So segelte ein Amerikaner mit der Halcyon nach Nordamerika, während die Barkleys auf der Insel festgehalten wurden.
So erreichten die beiden erst im November 1794 wieder England, diesmal auf der Amphion. Dort erfuhren sie, dass die Halcyon in Boston lag. Kapitän Barkley konnte dort sein Eigentum zurückgewinnen. Nun segelte das Paar nach England, wo es blieb. Die Familie wuchs, doch schließlich starb am 16. Mai 1832 Frances' Ehemann. Das Paar hatte insgesamt zwei Söhne und zwei Töchter, drei weitere Kinder starben vor seinem Tod. Frances' Mann war im Alter von 73 Jahren so ausgelaugt, wie sie schreibt, dass er starb. Frances Barkley gab ihr Haus in Hertford auf und zog nach Clapton, wo sie für ihre Kinder und Enkel zum Mittelpunkt wurde.

### Erinnerungen (ab 1836), Wiederentdeckung und Edition (1978)
Das Paar benannte auf seinen Reisen mehrere geographische Objekte. So hießen Frances Island und der Hornby Peak nach ihr, einige andere Orte nach ihrem Ehemann.
Am 2. Mai 1836 begann Frances Barkley mit der Aufzeichnung ihrer Erinnerungen, in der klaren Erkenntnis allerdings, dass dies ohne „Journals“ ein schwieriges und am Ende ungenaues Unterfangen werden musste. Die Erinnerungen von Frances Barkley galten lange als verloren, verbrannt mitsamt einem Haus. Doch wurden sie von Beth Hill im Archiv wiederentdeckt und 1978 ediert. Sie und einige ihrer Briefe stellen eine der wichtigsten Quellen für diese Zeit dar. Hill entdeckte sie zufällig im Archiv, als sie über Petroglyphen recherchierte. Sie befinden sich in den Provincial Archives in Victoria, der heutigen Hauptstadt der Provinz British Columbia.